# Mytholmroyd
Mytholmroyd est un village du district métropolitain de Calderdale, dans le Yorkshire de l'Ouest, en Angleterre. Il y a une gare.